# 里瓦利古雷
里瓦利古雷（義大利語：Riva Ligure），是意大利因佩里亚省的一个市镇。总面积2.14平方公里，人口2917人，人口密度1363.1人/平方公里（2009年）。ISTAT代码为008050。